# 다지리촌 (돗토리현)
다지리촌(田後村)은 돗토리현 이와미군에 있던 촌이다. 현재의 이와미정에 해당한다.

## 역사
- 1889년 4월 1일 - 정촌제 시행에 의해 오미군 다지리촌이 성립하였다.
- 1896년 4월 1일 - 호미군, 이와이군, 오미군의 구역을 가지고 이와미군이 성립하여, 이와미군 다지리촌이 되었다.
- 1920년 2월 - 촌사무소 위치를 자토야시키 67번지로 변경
- 1929년 11월 3일 - 촌사무소 위치를 자토야시키 68번 노2로 변경
- 1953년 7월 1일 - 이와이정, 아지로촌, 히가시촌, 우라토미정, 가모촌, 오다촌, 혼조촌, 오이촌과 합병해 이와미정이 성립하여, 동일 다지리촌은 폐지되었다.

## 교통

### 항만
- 다지리항